# Joaquín Roses Lozano
Joaquín Fermín Roses Lozano (Córdoba, 19 de mayo de 1964) es catedrático de Universidad e investigador español. Experto en literatura del Siglo de Oro, dirige la Cátedra Góngora, con sede en Córdoba.

## Biografía
Joaquín Fermín Roses Lozano nació en Córdoba el 19 de mayo de 1964. Se licenció en Filología Hispánica por la Universidad de Córdoba en 1987. Doctor en Literatura Hispánica por la Universidad de Brown, realizó el curso de Doctorado en la Universidad de Harvard y cuenta también con el título de Master en Letras Hispánicas (1989) por la Universidad de Brown. Vinculado a la Universidad de Córdoba desde 1994 como profesor titular de Literatura Española e Hispanoamericana, es desde 2017 catedrático de Literatura Española en la Universidad de Córdoba.
Ha sido profesor en el Programa de Doctorado de la Summer School of Middlebury College, Vermont, Estados Unidos, donde ha dado clases desde 2002 hasta 2006. En ese mismo programa, ha impartido docencia en Guadalajara, Jalisco, México, durante el verano de 2004 y en el verano de 2006. Profesor Visitante en la Universidad de Kentucky desde enero a mayo de 2006.

## Trayectoria
Especialista en la poesía de Góngora y el gongorismo y responsable del Grupo de Investigación correspondiente de la Junta de Andalucía (HUM-562), es autor de varias monografías sobre Luis de Góngora y editor literario de una decena de libros. Entre otros es autor de Una poética de la oscuridad: La recepción crítica de las Soledades en el siglo XVII (Londres, Támesis, 1994). Ha escrito unos cuarenta artículos en revistas y libros nacionales e internacionales sobre diversas épocas y autores de la literatura hispánica.
Estudioso de la literatura hispanoamericana colonial (Alvar Núñez Cabeza de Vaca, cronistas de Indias, el Inca Garcilaso de la Vega, Sor Juana Inés de la Cruz), ha dedicado trabajos a literatura hispanoamericana del siglo XIX y XX (Ricardo Palma, Rubén Darío, Borges, Cortázar, Benedetti, García Márquez).
Organizador de congresos, seminarios y encuentros dedicados a temas literarios hispánicos, ha sido director académico del Foro Anual de Debate Góngora Hoy, del que se celebraron diez ediciones (1997-2007). Asimismo es director de la Colección de Estudios Gongorinos, creada por la Diputación de Córdoba, de la que se han publicado 6 números.

## Cátedra Góngora

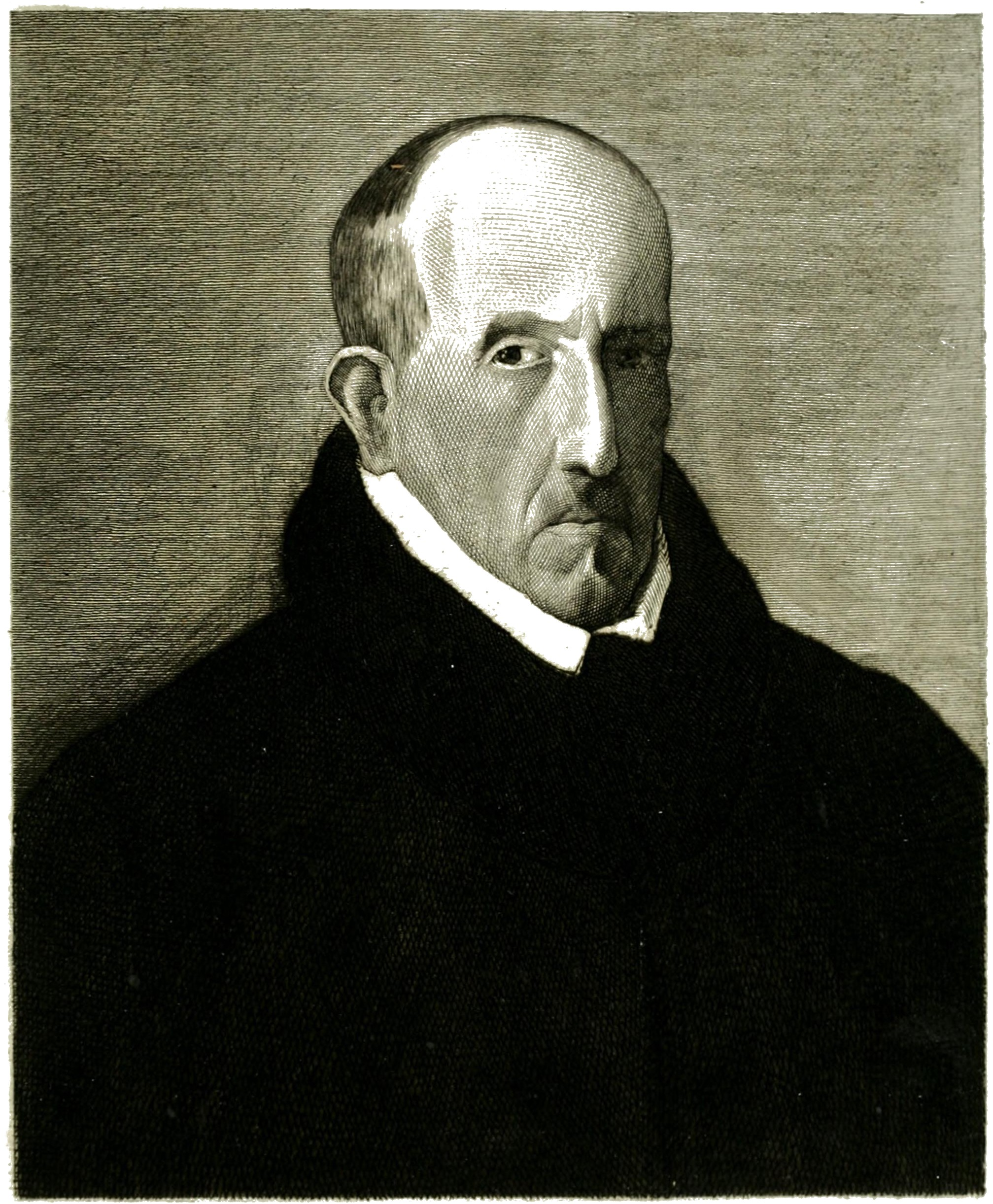
Luis de Góngora (1921), por el ilustrador García Benito.

El 7 de marzo de 2014, el Consejo de Gobierno de la Universidad de Córdoba aprobó la creación de la Cátedra Góngora. El 9 de junio de 2014 se firmó un Convenio de Colaboración entre la Universidad de Córdoba, la Diputación Provincial de Córdoba y el Ayuntamiento de Córdoba que en el mes de octubre de 2014 puso en marcha sus actividades. Roses Lozano es desde 2014 su director.